# 尼古拉·布哈洛夫
尼古拉·布哈洛夫（1967年3月20日—），保加利亚男子皮划艇运动员。他曾代表保加利亚参加1988年、1992年、1996年和2000年夏季奥林匹克运动会皮划艇比赛，获得二枚金牌和一枚铜牌。